# Кимон
Кимон (510. п. н. е.-450. п. н. е.) је био атински државник и генерал. Играо је веома важну политичку улогу 470-тих и 460-тих п. н. е. у Атини. Био је конзервативан политичар, који верује у спартанско уређење. 

## Детињство и младост
Мајка му је била кћерка трачког краља, а отац Милтијад је умро у затвору, пошто није могао да плати казну. Кимон је наследио овај дуг и, према Диодору, део неиздржане затворске казне свог оца да би добио његово тело за сахрану.Као глава домаћинства, морао је да брине и о својој сестри или полусестри Елпиници. Према Плутарху, богати Калија је искористио ову ситуацију тако што је предложио да плати Кимонове дугове за Елпиничину руку. Кимон се сложио.
Он сам је био изузетно богат. Финансирао је делимично и градњу великог зида око Атине. Био је изузетно дарежљив. Хранио је гладне, а са свога поља је уклонио ограду да би се сви могли нахранити.
Постао је бриљантан генерал. Осим тога био је поштен и милостив.

## Рат против Персије
У његово време Спарта и Атина су били ривали. Атина је била демократија, док је Спарта била олигархија. Били су удружени против Персије током Грчко-персијских ратова од 500. п. н. е. до 449. п. н. е. Кимон је веровао у спартанско уређење. Био је олигарх и подржавао је расподелу моћи између горње класе и средње (хоплита).
Кимон је ратовао током Грчко-персијских ратова и посебно се истакао у бици код Саламине на Кипру.

## Постаје најутицајнији политичар
Ушао је у политику кад су се Атињани заситили Темистокла. Кимон је зато брзо промовисан до високих дужности. Када се персијска војска под Ксерксом приближила Атини 480. п. н. е. Темистокле наређује евакуацију Атине и одлучује да се ослањају на морнарицу. Кимон тада предводи процесију младих до храма, после чега се омладинци пријављују да буду морнари. 
Срца Атињана осваја 475. п. н. е. када је нашао наводни гроб и кости Тезеја.
Од протеривања Темистокла 472. п. н. е. па до његовог пада популарности 461. п. н. е. Кимон је био најутицајнији Атињанин. Веровао је да ће Атина постати моћна експанзијом по Егеју. Између 478. п. н. е. и 461. п. н. е. Кимон предводи снаге Делског савеза против Персије. Он је био успешан у протеривању Персијанаца из Егеја. Атина постаје главна поморска сила Егеја. За Кимона се каже да је био кључан за раст моћи Атине. Основа његове политике је била трансформација Делског савеза у Атинско царство, односно претварање савезника у обичне вазале, који плаћају данак.

## Пад у немилост
У Спарти је био 464. п. н. е. велики земљотрес, а хелоти су се побунили. Предводио је 4.000 атинских хоплита да би помогао Спартанцима 462. п. н. е.
Атињани су због његове помоћи Спартанцима били незадовољни, па су протерали Кимона 461. п. н. е. Перикле је успео да Кимона остракизује, тј. протера из града на десет година. Међутим, Кимон се вратио пре истека ове мере, да би водио Атињане у борби против Спарте. Нажалост, неки Периклеови пријатељи су отерали Кимона па је битка кренула лоше по Атињане. У том тренутку, Перикле је успео да сагледа ствари шире од сопствених амбиција и позвао је Кимона да би Атина била победоносна.

## Погибија у покушају ослобађања Кипра
Кимон је јако желио да се сломи моћ Персије и то му је био велики циљ коме је стално тежио. Добио је дозволу да ослободи Кипар од Персијске власти. Током битке код Саламине на Кипру опседао је Китиј (данас Ларнака) и ту је погинуо 450. п. н. е.
Грци тада нису успели ослободити Кипар. Чак на самрти наређује посади да сакрива његову смрт, тако да се 30 дана није знало да је погинуо. Касније је сахрањен у Атини, где му је подигнут споменик у знак сећања.